# يو إف سي 17
يو إف سي 17: ريدمبشن (بالإنجليزية: UFC 17: Redemption)‏ هو حدث لفنون القتال المختلطة نظمته يو إف سي، أُقيم في 15 مايو 1998، على موبايل سيفيك سنتر في موبيل، ألاباما، الولايات المتحدة.